# Ланцюг (алгебрична топологія)
Ланцюг в алгебричній топології і диференціальній геометрії — конструкція, що узагальнює поняття багатокутника, використовується для визначення гомологій простору і інтегрування диференціальних форм на ньому.

## Означення
Криволінійним симплексом називається двічі неперервно диференційовне невироджене відображення симплекса {\displaystyle \gamma =[p_{0},\ldots ,p_{n}]} в евклідовому просторі в топологічний простір {\displaystyle M}.
Ланцюгом називається елемент вільного модуля над кільцем цілих чисел, породженого множиною симплексів даного топологічного простору, тобто формальна сума
{\displaystyle \sigma =k_{1}\sigma _{1}+\dots +k_{n}\sigma _{n},~k_{i}\in \mathbb {Z} ,\,n\in \mathbb {N} }
Число {\displaystyle k_{i}} називається кратністю симплекса {\displaystyle \sigma _{i}}. Сума ланцюгів визначається як сума елементів модуля.
Межа {\displaystyle \partial \sigma _{i}} криволінійного симплекса {\displaystyle \sigma _{i}} означається як образ межі симплекса {\displaystyle \gamma _{i}} під дією відображення {\displaystyle \sigma _{i}}. На довільні ланцюги межовий оператор продовжується за лінійностю, тобто
{\displaystyle \partial \sigma =k_{1}\partial \sigma _{1}+\dots +k_{n}\partial \sigma _{n}}

## Пов'язані означення
- Цикл — це ланцюг, межа якого дорівнює нулю.